# 1644

## Esdeveniments
- 15 de maig - Lleida (el Segrià): els catalans derroten els francesos a les portes de ciutat quan aquests intentaven de conquerir-la (Guerra dels Segadors).
- 5 de juny - Pequín (Xina): els manxús entren a Pequín instaurant un nou imperi i l'inici de la darrera dinastia xinesa,la dinastia Qing (1644-1911).[1]
- Innocenci X comença el seu pontificat.
- René Descartes proclama el seu famós "cogito, ergo sum".

## Naixements
- 12 d'agost, Wartenberg (ara República Txeca): Heinrich Biber, compositor barroc (m. 1704).[2]
- 6 de setembre, Algemesí (la Ribera Alta): Joan Baptista Cabanilles, organista i compositor de música barroca (m. 1712).

## Necrològiques
- 25 d'abril, JIngshan (Xina): Emperador Chongzhen, va ser el setzè i l'últim emperador de la dinastia Ming de la Xina (n. 1611)[3]